# Gymnotus pantanal
Gymnotus pantanal is een straalvinnige vissensoort uit de familie van de mesalen (Gymnotidae). De wetenschappelijke naam van de soort is voor het eerst geldig gepubliceerd in 2005 door Fernandes, Albert, Daniel-Silva, Lopes, Crampton & Almeida-Toledo.